# Queen's Service Order
Il Queen's Service Order è un ordine cavalleresco della Nuova Zelanda istituito dalla regina Elisabetta II del Regno Unito il 13 marzo 1975. Esso viene concesso "per atti straordinari di servizio a favore della comunità e per servizi meritevoli nei confronti della corona o nel settore pubblico".

## Insegne
- La medaglia dell'ordine consiste in un fiore di manuka a cinque petali in oro, che contiene al centro un medaglione con l'effigie del monarca regnante circondato da un anello smaltato di rosso con in oro l'iscrizione FOR SERVICE — MŌ NGA MAHI NUI, coronato alla cima. Il nastro riprende il tradizionale Poutama Maori coi colori nero, bianco e rosso a strisce diagonali a scalini al centro.

All'ordine è correlata anche la Queen's Service Medal, una medaglia d'argento di forma circolare che riporta l'effigie del monarca regnante e sul retro lo stemma della Nuova Zelanda.

## Insigniti notabili
- Elisabetta II del Regno Unito
- Anand Saryanand
- Filippo, duca di Edimburgo
- Carlo III del Regno Unito
- Anna, principessa reale
- Silvia Cartwright
- Rebecca Kitteridge
- Richard White